# Roland Adloff
Roland Adloff (* 1956 in Mustin, Kreis Lauenburg) ist ein deutscher Schriftsteller.

## Leben
Adloff wuchs im Schloss von Bad Berleburg auf, wo seine Eltern im Fürstenhaus Sayn-Wittgenstein angestellt waren. Nach Mittlerer Reife machte Adloff eine Lehre als Krankenpfleger. Nach einigen Jahren in Münster und Arbeit in der Herzchirurgie, Psychiatrie, orthopädischen Versorgung und Rehabilitation sowie Zivildienst in einer Schule für Körperbehinderte erfolgte 1981 der Umzug nach Berlin. Neben der Erwerbstätigkeit in Nephrologie, Geriatrie und ambulanter Pflege machte er auf dem Abendgymnasium das Abitur und studierte Politikwissenschaft am Otto-Suhr-Institut der Freien Universität Berlin.
Nach dem Fall der Berliner Mauer war Adloff kommunalpolitischer Referent einer kleinen Gemeinde in Brandenburg und Ko-Autor einer Dorfentwicklungsstudie sowie einer Studie über Kommunalpolitik im Umbruch (im Auftrag der Landeszentrale für politische Bildung des Landes Brandenburg). Seit 1995 arbeitet er als Gutachter für die Pflegeversicherung.
1992 stieß Adloff auf die Geschichte der religiösen Sektiererin Eva von Buttlar und ihrer „Rotte“, die in seiner Wittgensteiner Heimat am Anfang des 18. Jahrhunderts für Aufsehen sorgte. Nach zweijähriger Recherche schrieb er Evens Buch, seinen ersten Roman.
Von 1999 bis 2001 war er Teilnehmer eines projektbegleitenden Seminars von Textwerk/Literaturhaus München über das historische Erzählen. Neben der Arbeit an weiteren historischen Romanen, die in Berlin spielen, folgten als Ko-Autor Drehbucharbeiten und Stoffentwicklungen. Adloff ist verheiratet und Vater zweier Kinder. Er lebt in Berlin.

## Werke
- Evens Buch, 1996
- Der Advocatus, 1999
- Der Goldkocher, 2002
- Die Verschwörung von Monbijou, 2007